# Molly Ivins
Mary Tyler "Molly" Ivins (Monterey, 30 de agosto de 1944 — Austin, 31 de janeiro de 2007), foi uma colunista, comentadora política e escritora de bestsellers norte-americana.

## Biografia
Ivins nasceu em Monterey, no ano de 1944. Mudou-se para Houston, Texas, onde formou-se na St. John's School. Foi ativa no grupo de trabalho do "livro do ano" e co-editora da seção de artes de "The Review", o jornal oficial dos estudantes. Participou frequentemente em produções teatrais e conseguiu um lugar vitalício como membro do "Johnnycake", o clube de drama. Foi estudar no Smith College, recebendo um BA em 1966, e na Escola de Jornalismo da Columbia University, onde recebeu o grau de mestre. Estudou em seguida no "Instituto de Ciências Políticas" em Paris durante um ano.
O seu primeiro emprego em um jornal, foi no departamento de queixas do Houston Chronicle, seguida pela posição de 'editor de esgoto', como ela denominava, responsável por reportar as 'porcas-e-parafusos' da vida quotidiana da cidade. Em seguida trabalhou no Minneapolis Tribune, onde foi a primeira mulher a ser repórter policial na cidade. Ivins foi a repórter que cobriu o golpe chamado de Movements for Social Change, onde escreveu sobre "militantes negros, índios famintos, estudantes radicais e um sortido variado de outros inadaptados e causadores de problemas", o que precisou reparar em seguida. Saindo do "Tribune" passou a escrever para o Texas Observer entre 1970 e 1976. O The New York Times considerou seu estilo de escrita muito sério e sem vida, afastando-a do Texas Observer em 1976. Seguiu escrevendo para o Times até 1982. Durante a sua estadia no Times, Ivins tornou-se chefe de gabinete da Rocky Mountain, cobrindo nove estados do oeste. Embora a escritora fosse conhecida por dizer que fora nomeada chefe porque não havia mais ninguém no gabinete, o seu estilo confrontou-se com as expectativas do editor, e em 1982, depois de escrever sobre um "festival comunitário de assassinos de galinhas" e chamá-lo de "gangue-miudezas", foi demitida. Escreveu então para o Dallas Times Herald de 1982 até a morte do jornal, em 1992, mudando-se nesse ano para o Fort Worth Star-Telegram, que foi o seu jornal até 2001, quando se tornou uma jornalista independente. Sua coluna, distribuída pelo "Creators Syndicate" no fim da sua vida, aparecia em cerca 400 jornais nacionais.
Foi também um membro da "Direção da Fundação Democracia do Texas", que operava o Texas Observer em Austin.

### Estilo de escrita
Escrevendo de uma perspectiva liberal, o estilo de Ivins consistia em  homilias desanimadas, apimentadas com frases coloridas para criar o 'sentir' do Texas. Quando ultrajada por influência dos funcionários públicos (o que ela considerava maldade ou estupidez), expressou a sua argumentação com um ar de divertimento impressionado. Gostava de contar histórias sobre a Assembleia Legislativa do Texas, que ela simplesmente chamava de The Lege. Ela afirmava que era um dos mais corruptos, incompetentes e ridículos corpos governamentais da nação. Por exemplo:
"Prática, prática, prática, é o que o Texas providencia  quando vem o abandono e o fedor. Quem pode esquecer uma tão grande explanação como Bem, só farei um pouco de dinheiro, não consigo fazer todo um lote? e Nunca houve uma Bíblia na sala?".
Em 2003, ela cunhou o termo Great Liberal Backlash of 2003  (Grande Retrocesso Liberal de 2003) e foi uma crítica apaixonada da Guerra do Iraque de 2003. Também é conhecida por ter criado a alcunha de "Shrub" (arbusto) para George W. Bush.

### Morte
Em 1999, foi-lhe diagnosticado um câncer da mama na fase III. Teve reincidência em 2003 e novamente em 2005. Em Janeiro de 2006 revelou que iria submeter-se a quimioterapia. Escreveu duas colunas em Janeiro de 2007, mas voltou ao hospital dia 26 de Janeiro para facilitar o tratamento. Ivins morreu na sua casa em Austin, Texas com cuidados hospitalares no dia 31 de Janeiro de 2007, com 62 anos. O Presidente George W. Bush, um alvo frequente das suas farpas, disse num comunicado: "Eu respeitava as suas convicções, a sua crença apaixonada no poder das palavras e as suas habilidades para tornear uma frase. Ela combateu a sua doença com a mesma paixão. A sua inteligência rápida e o compromisso com as suas crenças deixarão saudades."

## Prémios
- William Allen White, prémio da Universidade de Kansas (2001).
- Eleita para a Academia Americana de Artes e Ciências (2001).
- Ivan Allen Jr., Prémio por Progresso e Serviço (2003)
- Pringle Prize por Jornalismo em Washington pela Universidade de Columbia (2003)
- Eugene V. Debs Prémio no campo do jornalismo (2003)
- David Brower Prémio para jornalismo do Sierra Club (2004)
- David Nyhan Prémio por jornalismo político pelo Centro de Imprensa, Política e Polícia Pública Joan Shorenstein na Harvard University (2006).

Em acumulação com estes prémios formais, Ivins disse que se sentia particularmente orgulhosa de ter o porco mascote das forças policiais de Minneapolis, Minnesota com o nome dela, e de ter sido banida do Texas A&M campus.

## Alegado plágio de Florence King
Em 1995, a humorista Florence King escreveu numa coluna do The American Enterprise que Ivins havia plagiado um trabalho seu e proclamado uma citação numa coluna sua de 1988 num artigo da revista Mother Jones. David Rubien, escrevendo na Salon, descreveu o incidente: "Num artigo de 1995 na Mother Jones nas maneiras e costumes do Sul, ela citou extensamente com atributos de aficcionado, frases do livro de Florence King,  "Southern Ladies and Gentlemen", mas por alguma razão negligente Ivins ainda falhou no entendimento, deixando de atribuir algumas frases a King."